# Vuelo 2279 de Air New Zealand
El vuelo 2279 de Air New Zealand, también conocido como vuelo 2279 de Eagle Airways fue un vuelo interurbano operado por National Airlines en nombre de Eagle Airways, una división de transporte regional de Air New Zealand.  El vuelo fue objeto de un intento fallido de secuestro el 8 de febrero de 2008 durante el cual tanto los pilotos como un pasajero sufrieron heridas de arma blanca.

## Incidente
Diez minutos después del despegue del aeropuerto de Woodbourne en Blenheim, alrededor de las 7:40 am, Asha Ali Abdille atacó a los dos pilotos y exigió que el avión volara a Australia. Un piloto fue cortado en el brazo, el otro en la pierna. Abdille también trató de arrebatarle los controles al piloto. Había otros seis pasajeros (cuatro neozelandeses, un australiano y un indio) a bordo. Una pasajera también resultó herida. El copiloto finalmente logró contener a Abdille. Abdille también afirmó tener dos bombas a bordo, pero no se encontraron explosivos. 
El avión aterrizó sin problemas en el Aeropuerto Internacional de Christchurch a las 8:06 am.

## Secuestradora
Asha Ali Abdille, una mujer de 33 años que vive en Blenheim, Nueva Zelanda, originalmente refugiada de Somalia, fue arrestada después de que aterrizara el avión.
Había temores entre la comunidad somalí de Nueva Zelanda de que serían tildados de terroristas. El gobierno rápidamente declaró que "el gobierno no tolerará ninguna intolerancia racial o religiosa" 
Abdille se mudó a Nueva Zelanda en 1994.  TVNZ le hizo una entrevista en 1996, durante la cual dijo que no se estaba adaptando a la sociedad de Nueva Zelanda y que le gustaría volver a Somalia.
El 1 de marzo de 2005, el entonces ministro de Inmigración, Paul Swain, fue interrogado en el Parlamento sobre incidentes no relacionados si confiaba en que Abdille "no es una amenaza para la comunidad de Nueva Zelanda". El ministro respondió afirmativamente.

## Condena y prueba psicológica
Abdille fue acusado de un cargo de intento de secuestro, un cargo de herir a uno de los pilotos con la intención de causar lesiones corporales graves y dos cargos de herir con intención. Ella fue remitida para un informe psiquiátrico.
El 22 de febrero de 2008, Abdille fue acusado en el Tribunal de Distrito de Christchurch de otros 11 cargos, entre ellos amenazar de muerte, poseer un arma ofensiva y llevar un arma peligrosa a un avión. En su juicio en 2010, donde estuvo representada por el abogado defensor de los derechos humanos y criminal Antony Shaw, Abdille se declaró culpable del cargo de intentar secuestrar un avión y fue sentenciada a 9 años de cárcel.

## Seguridad
El Aeropuerto Internacional de Christchurch fue evacuado después del incidente. Entre los involucrados se encontraban la ministra de Transporte, Annette King, el ministro de Seguridad en el Transporte, Harry Duynhoven, y el equipo de críquet de Inglaterra.
Este incidente provocó una revisión de la seguridad de la aviación en Nueva Zelanda. Publicado el 23 de abril de 2009, encontró que los vuelos nacionales de menos de 90 asientos con pasajeros sin control y equipaje de mano eran una situación de alto riesgo. Hasta 2022 no ha habido ningún cambio y los vuelos nacionales de menos de 90 asientos siguen sin revisarse.